# Io, Don Giovanni
Io, Don Giovanni este un film, o coproducție  italo-hispano-austriacă, produs în 2009 în regia lui Carlos Saura.

## Subiectul filmului
Veneția, 1763: Lorenzo Da Ponte în Veneția este judecat de către inchiziție și condamnat la cincisprezece ani de exil pentru comportamentul său libertin. Giacomo Casanova îl recomandă  compozitorului Antonio Salieri, la Viena, pentru talentul său literar. În capitala Austriei, îl întâlnește pe Mozart și în curând, a fost angajat să scrie libretul în limba italiană pentru o nouă operă a sa, Don Giovanni.